# Гурьево (деревня, Старицкий район)
Гурьево — деревня в Старицком районе Тверской области, входит в состав Степуринского сельского поселения.

## География
Деревня расположена на берегу реки Шоша в 8 км на юго-восток от центра поселения деревни Степурино и в 34 км на юго-восток от райцентра города Старицы.

## История
В конце XIX — начале XX века деревня Гурьево вместе с нынешней деревней Гурьево-Воскресенское составляли одно село Гурьево (Воскресенское), которое входило в состав Кобелевской волости Старицкого уезда Тверской губернии. 
С 1929 года деревня входила в состав Ново-Кобелевского сельсовета Старицкого района Ржевского округа Западной области, с 1935 года — в составе Калининской области, с 1994 года — центр Гурьевского сельского округа, с 2005 года — в составе Степуринского сельского поселения. 
До 2008 года в деревне действовала Гурьевская основная общеобразовательная школа.

## Население
| 1859 | 1886 | 1997 | 2002 | 2010 |
| ---- | ---- | ---- | ---- | ---- |
| 361  | ↘321 | ↘149 | ↘123 | ↘104 |